# 2014 UP250
2014 UP250 est un objet transneptunien de la famille des objets épars avec un diamètre estimé à environ 220 km.